# Felsőrákos (Budapest)
Felsőrákos Budapest egyik városrésze a X. kerületben.

## Fekvése
Határai: Kerepesi út a Fehér úttól – Sárga rózsa utca – Pesti határút – Jászberényi út – Fehér út a Kerepesi útig. Területe szomszédos a XIV., XVI. és XVII. kerületekkel, illetve Kőbányán belül Óheggyel és Ligettelekkel.

## Leírása
Felsőrákos a X. kerület északkeleti szeglete. Az Örs vezér tere délkeleti szegletétől egészen a XVII. kerületig nyúlik. Eredetileg Felsőrákosi rétek volt a neve. Földrajzilag a Pesti-hordalékkúpsíkságon, azon belül pedig a Rákos-patak széles völgyében helyezkedik el.
A kerület harmadik legnagyobb lélekszámú (9 ezer fő körüli) városrésze. Lakosainak száma a kerület egészét tekintve 11% körül mozog. Ennek megfelelően a Népliget mellett a kerület legnagyobb zöldfelületével rendelkezik. A Keresztúri út mentén jelentős kiterjedésű üzemi, munkahelyi területek, a vasúttól keletre pedig családi házas lakóterületek is vannak. A mezőgazdasági használatú területek nagy része a kárpótlás folyamán magántulajdonba került.
Történelmileg a legelső szerepet a Nagyicce utca környékén található, a középkori országgyűlések és hadrakelések helyéül szolgáló 137 méter magas Királydomb, valamint a Rákos-patak legelőkben dús, hal- és vadállományban gazdag térsége játszotta, ami egészen a török hódoltságig az országgyűlések, valamint király- és kormányzóválasztások színhelye volt. Ez a gyülekezésére is alkalmas hely kényelmesen el tudta tartani az itt táborozók sokszor hatvanezerre rúgó népes seregét.

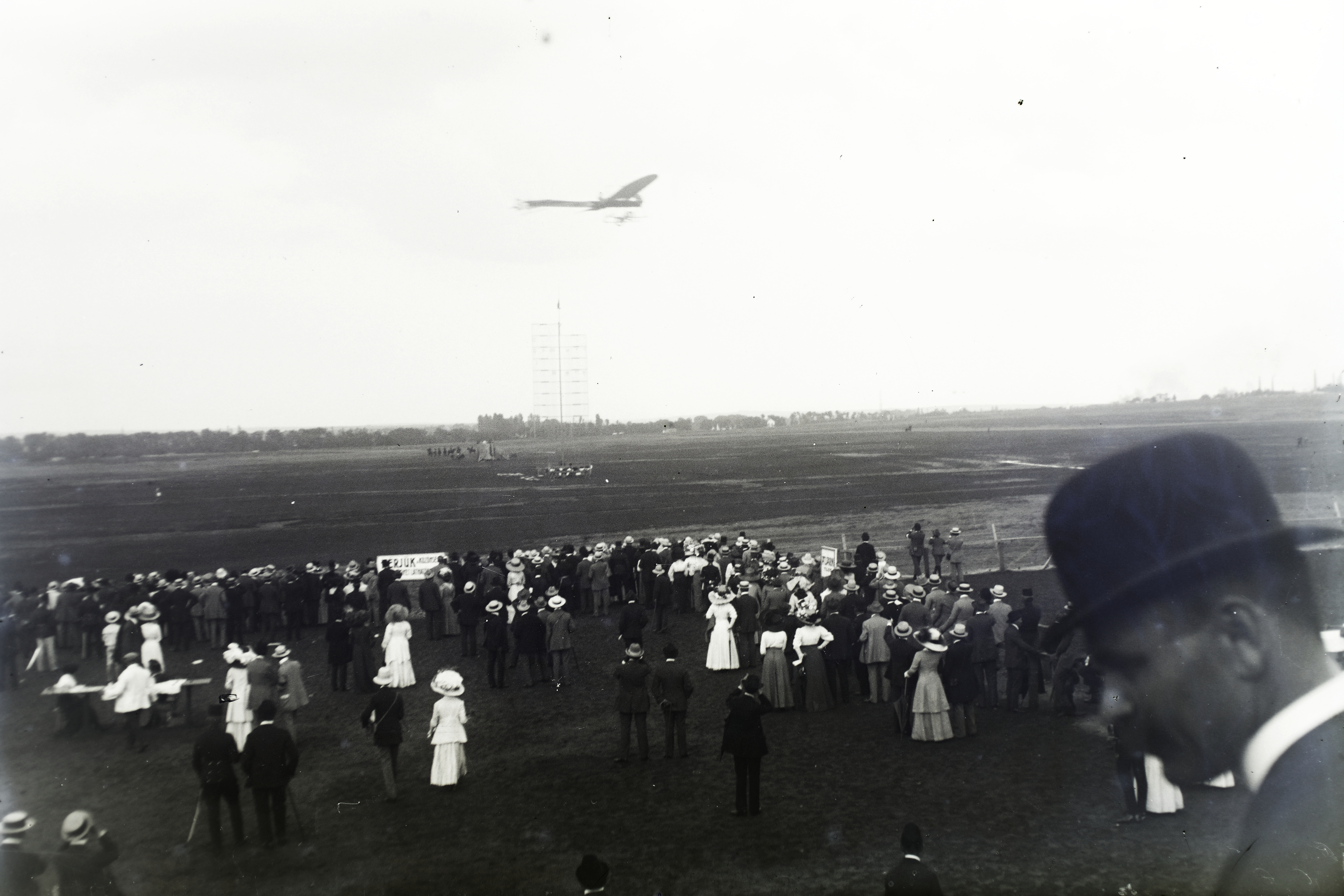
A Budapesti Nemzetközi Repülőverseny a rákosi repülőtéren 1910-ben

A terület szintén történelmi jelentőségű helyszíne a Kerepesi út és Éles-sarok közötti részén a Fehér út és a Terebesi út találkozásánál, a hajdani lovassági gyakorlótér. Innen indult el a magyar repülés 1909-ben Kutassy Ágoston jóvoltából. Rákosmező aviatikai telep vagy Hangárváros néven is említik. Az 1910-es nemzetközi repülőversenyre hangárokból és felszállópályából álló tér lett, ami az aviatikusok állandó gyakorlóhelyéül szolgált. 1914-től, az első világháborúban a katonai, és a hadi repülőgépgyári igényeket szolgálta ki – akárcsak a hamarosan létrehozott új repülőterek, köztük a Budapest határában fekvő albertfalvai és mátyásföldi üzemi felszállóhelyek. 1921-ben azonban teljesen megszűnt e célú használata. A 20. század második felében lassan eltűntek a gyepes területek és a vasút és későbbi Finommechanikai Művek területén megjelentek az erdőtelepítések. A honvédségi hasznosítás nem tűnt el teljesen, Terebesi út mellett laktanyaépületeket, katonai raktárkat építettek. 1992-ben az Erdélyi Református Gyülekezet vásárolta meg a területet és hozta létre a Reménység Szigete telepet, vallási központot. A Gyógyszergyári út, délről a vasút határolja. A terület délnyugati részén egy időben a Főkert telephelye és sportpályák voltak. A Kerepesi út mentén az 1950–1970-es évek közötti nagy átalakulás, Örs vezér tere tömegközlekedési csomóponttá alakulása (az M2-es metró végállomása a szomszédos Ligettelek városrészben található, a tér északi oldalán a Skála áruház, és a BKV autóbusz végállomás pedig a XIV. kerület) után felépült 1976–1986 között a Gyakorló utcai lakótelep, majd az ott 1963-ban kialakított villamos forduló helyén 2002-ban nyílt meg az Árkád bevásárlóközpont és irodaház, amely az 1990-es évek felgyorsuló és dinamikus településfejlesztési folyamatának eredménye.
Itt található a Keresztúri út mentén az Egis Gyógyszergyár egyik legrégibb telepe is, ami egyben a cég központjaként is funkcionál (az eredeti nevén Dr. Wander Gyógyszer- és Tápszergyár Rt. székhelyét 1914-ben építették fel). 2010-ben a Felsőrákoson található két legnagyobb iparűzési adót fizető cég egyike, a másik a Danone Kft. volt.
Felsőrákos egyéb részein a családi házas jelleg dominál, ám összességében területének nagyja máig beépítetlen, aminek kis része mezőgazdasági művelés alatt áll; a többi erdő vagy mező.

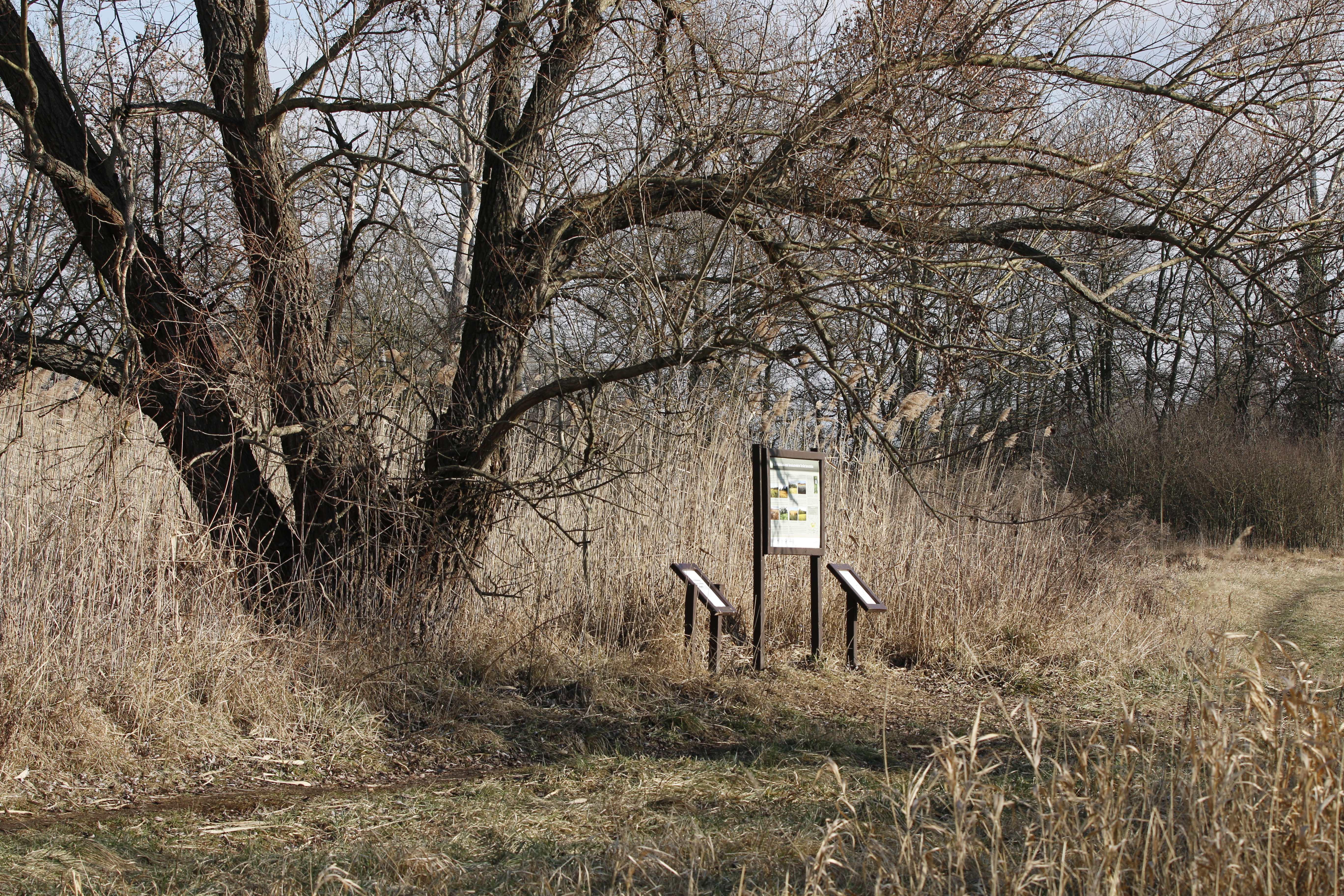
A Felsőrákosi-rétek tanösvény télen

A Mátyásföldi repülőtér déli oldala mellett 2015-ben nyitott meg a 12 állomáshelyes Felsőrákosi-rétek tanösvény. A Rákos-patak két oldalán, a Pesti határút – Határmalom utca – Keresztúri út által határolt terület 2014 óta természetvédelmi terület (20/107/TT/13). A 164 hektáros tájegység az országos jelentőségű védett lápokkal együtt a Budai Tájvédelmi Körzet után a főváros második legnagyobb helyi jelentőségű védett élőhelye. Több szétszabdalt része van. A kiszáradó láprétekkel, rekettyés fűzlápokkal, síkvidéki égerligetekkel tagolt terület gazdag növény és madárvilággal rendelkezik. Legismertebb élőlénye talán a rákosi vipera, melyet először Herman Ottó gyűjtött és mutatott be 1892-ben a Királyi Magyar Természettudományi Társulat kongresszusán, de csak később, Méhelÿ Lajos különítette el más fajoktól kutatása nyomán. Szabadon látogatható, első állomása a Túzok utca felől érhető el. Ettől keletre nagy kiterjedésű szabadföldi kertészet található, északnyugati sarkában néhány lakóépülettel ellátott telek fekszik. A területen a megfigyelt madárfajok száma meghaladja a 150-et, a vadon élő növényfajokból pedig közel 400-at találtak a kutatók. Vizenyős-mocsaras részén a Budapest belterületén igen ritkán fészkelő barna rétihéja is megfigyelhető, ezért madarászok is rendszeresen látogatják. A Túzok utca mentén telepített platánállomány között úgynevezett nadálytenyésztő vagy piócás gödrök is rejtőznek, amik egy 50 cm átmérőjű, 11 méteres fúrt kút által biztosított vizében az akkor még (Magyarországon egészen az 1930-as évekig vászonnal lekötött kőedényben vagy széles szájú üvegben) gyógyszertárakban is kapható ragadozókat tenyésztették.
A Felsőrákosi-rétek Természetvédelmi Terület nyugati határától párszáz méterre, a Rákos-patak jobb partja mentén terül el a Felsőrákosi-tó Természetvédelmi Terület (20/108/TT/19). Az 1,6 hektáros vizes élőhely védetté nyilvánítása 2019-ben történt. Az eredetileg jégtermelésre használt három tavat a közeli Dreher Sörgyár hasznosította a frissen lefőzött sör hidegen történő tárolása céljából, de a 21. századra ezekből csak egy maradt meg. A tó alatt feltételezhetően a víz megtartására képes agyagréteg is jelen lehet. Növényzete degradált, de igen értékes a tavon kialakult nádas állomány, mely halak, kétéltűek, hüllők és madarak számára egyaránt kitűnő élőhelyet biztosít. Szabadon látogatható, 2 állomáshelyből álló tanösvénye 2020-ban létesült.